# Johannes Green
Johannes Green (russisk: Ivan Ivanovih Gren, Иван Иванович Грен, 25. december 1898 i Villevere, Pilistvere vald (sognekommune), Viljandimaa amt (nu i Türi, Järvamaa) - 19. december 1960 i Moskva, Sovjetunionen) var oprindelig en estisk født sovjetisk officer (viceadmiral).
Green studerede 1910-1914 i Retla skole. Han studerede i 1914 ved Kronstadt søkadetskole. 
Han var fra 1918 medlem af sovjetunionens kommunistiske parti og beskæftiget ved den sovjetiske flåde 1918-1960.
Green var under 2. verdenskrig (1941-1942) den øverstbefalende for artilleriet i den sovjetiske baltiske flåde, 1942-1943 kystforsvarets kommandør og 1943-1945 den sovjetiske flådes chef for artilleriet. Han var leder af det sovjetiske flådeakademis videreuddannelseskurser 1946-1959.